# John Gould Fletcher
John Gould Fletcher (3 de enero de 1886-10 de mayo de 1950) fue un poeta imaginista (el primer poeta del Sur, el primer "dixie", en ganar el Premio Pulitzer), autor y autoridad en la pintura moderna. Nació en Little Rock a una familia socialmente prominente. Después de asistir a la Phillips Academy Fletcher pasó a la Universidad de Harvard de 1903 a 1907, cuando se retiró poco después de la muerte de su padre.

## Vida
Fletcher vivió en Inglaterra durante una gran parte de su vida. Mientras que en Europa se asoció con Amy Lowell, Ezra Pound, y otros poetas imaginistas. Fletcher reanudó un enlace con Florence Emily "Daisy" Arbuthnot (née Goold) en su casa en Kent. Ella había estado casada con Malcolm Arbuthnot y el adulterio de Fletcher con ella fue la base para el divorcio. La pareja se casó el 5 de julio de 1916. El matrimonio tuvo hijos, pero el hijo de Arbuthnot y la hija de su matrimonio anterior vivía con la pareja, que más tarde se divorció.
El 18 de enero de 1936, Fletcher se casó con una autora notable de libros para niños, Charlie May Simon. Los dos se construyeron "Johnswood", una residencia en los acantilados del río Arkansas, entonces fuera de Little Rock. Ellos viajaron con frecuencia a Nueva York para la estimulación intelectual, después Fletcher desarrolló artritis crónica.
Fletcher sufrió de depresión, y el 10 de mayo de 1950, se suicidó ahogándose en un estanque cerca de su casa en Little Rock, Arkansas. Fletcher está enterrado en el histórico Mount Holly Cemetery en Little Rock. Una rama de la Central Arkansas Library System tiene su nombre en su honor.

## Poesía
En 1913 Ezra Pound en su reseña New Freewoman elogió a Fletcher por la individualidad del ritmo en su primer volumen de poemas. Esas obras tempranas incluyen Irradiations: Sand and Spray (1915), y Goblins and Pagodas (1916). Amy Lowell dijo de él: "Nadie es más dueño absoluto del ritmo de verso libre". Fletcher inventó el término 'prosa polifónica' para describir algunos experimentos poéticos de Amy Lowell, una forma que experimentó con Goblins & Pagodas. Fletcher regresó a formas más tradicionales. Estos incluyen The Black Rock (1928), Selected Poems (1938), por la que ganó el Premio Pulitzer de Poesía en 1939, "Estrella del Sur", publicado por Macmillan (1941), y The Burning Mountain (1946). Fletcher más tarde regresó a Arkansas para volver a conectarse con sus raíces. El tema de sus obras se volvió cada vez más hacia los problemas del Sur de Estados Unidos y el tradicionalismo.
A finales de los años 1920 y 1930 Fletcher estuvo activo con un grupo de escritores del Sur y poetas conocidos como los Southern Agrarians. Este grupo publicó el manifiesto I'll Take My Stand, una colección de ensayos que rechazan la modernidad y la Revolución Industrial. En 1937 escribió su autobiografía, Life is My Song, y en 1947 publicó Arkansas, una historia de su estado natal.
Johnswood, su casa en Little Rock, está incluido en el Registro Nacional de Lugares Históricos.

## Escritos
- Irradiations Sand and Spray, Boston, Houghton Mifflin Co., 1915
- Goblins and Pagodas, Boston, Houghton Mifflin Co., 1916
- Japanese Prints, Four Seas, 1918, LC 18017484
- The Tree of Life, London, Chattus Windus, 1918
- Breakers and Granite, New York, MacMillan Co., 1921
- Paul Gauguin, His Life and Art, N. L. Brown, 1921, LC 20114210
- Preludes and Symphonies, Macmillan, 1930 ISBN 978-1-4255-0347-5
- Life Is My Song: The Autobiography Of John Gould Fletcher, Farrar & Rinehart, 1937 ISBN 978-0-404-17098-1
- South Star, New York, MacMillan Co., 1941

## Otras lecturas
- John Gould Fletcher and Imagism, Edmund S. de Chasca, University of Missouri Press, 1978
- Fierce Solitude, A Life of John Gould Fletcher, Ben Johnson III, University of Arkansas Press, 1994